# Arqueologia de Nova Zelanda
L'arqueologia de Nova Zelanda començà a principis del s. XIX i la desenvoluparen en gran part aficionats amb poca consideració per l'estudi meticulós. A partir de la dècada de 1870, es comença a respondre preguntes sobre la cultura humana que tenen rellevància internacional i ampli interés públic. L'arqueologia —utilitzada ací en un sentit ampli—, juntament amb les tradicions orals, definí la prehistòria neozelandesa (c. 1300-c. 1800) i ha estat una ajuda valuosa per resoldre alguns problemes històrics posteriors. La prehistòria humana de Nova Zelanda es divideix àmpliament en arcaica — ~ Paleolític ~ Mesolític— al voltant del 1300 ae, i clàssica — ~ Neolític — des de l'any 1500 ae basant-se en la cultura maori. Les etiquetes euroasiàtiques no hi encaixen perfectament, ja que sempre hi ha hagut un nivell d'horticultura al nord de Nova Zelanda, fins i tot al mateix temps que la megafauna. Més simplement, també es pot dividir en períodes de contacte pre i posteuropeu. Les grans seccions mal documentades de la història més recent de Nova Zelanda s'han complementat amb recerques arqueològiques, com en els antics llocs de batalla o els primers centres urbans.

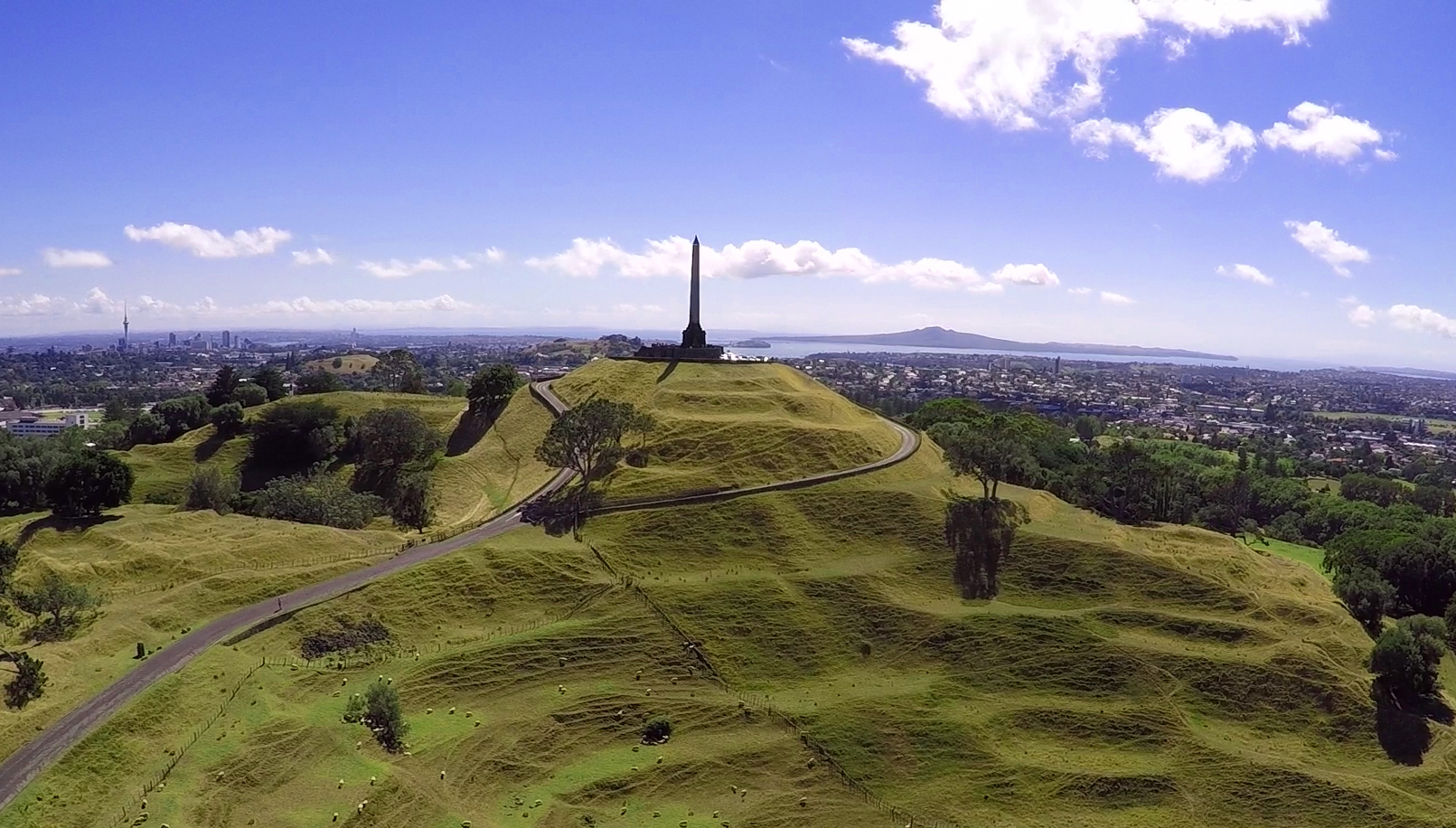
One Tree Hill (Nova Zelanda), pâ (vila fortificada), Auckland

## Debats en l'arqueologia prehistòrica de Nova Zelanda
Error en Plantilla:Align: el valor  "
" com a paràmetre d'alineació és incorrecte.
Moltes preguntes sobre la prehistòria de Nova Zelanda les respon l'arqueologia. Algunes preguntes, però, encara es debaten en la premsa acadèmica amb l'esperança que un nou argument o dades puguen aportar-hi solucions.

### Data d'arribada i assentament maori
Els primers intents de datar l'arribada dels maoris a Nova Zelanda per acadèmics del s. XIX com S. Percy Smith es basaven en genealogies i històries orals, moltes de les quals, quan se'ls assignà una durada de generació mitjana de 25 anys, coincidien en una data de finalització, al voltant de 1350, mentre que altres semblaven anar-hi molt més lluny. Això donà lloc a la teoria clàssica, ensenyada a les escoles, que Nova Zelanda havia estat descoberta al voltant de l'any 750 i després resolta amb migracions posteriors, que culminarien amb la «gran flota» de set canoes al voltant del 1350.
Quan la datació per radiocarboni començà a usar-se en la dècada del 1950, semblava donar suport a la idea d'un assentament primari, encara que la «gran flota» caigué en desgràcia quan els estudiosos mostraren que hi havia inconsistències en les genealogies en què Smith havia basat la seua teoria. Llavors fou reemplaçada per la idea d'un assentament gradual durant molts segles. Es va assumir que els canvis en la biota de Nova Zelanda, que daten d'al voltant de l'any 1000, s'havien de vincular amb assentaments humans. A mitjan dècada de 1990, però, a mesura que es milloraven els mètodes de datació per radiocarboni i es comprenien millor les fonts d'error, s'observà que les dates primàries no eren fiables i que les dates de radiocarboni més fiables apuntaven a un primer assentament més recent, més prop del 1300. El 1999, una mostra del lloc de Wairau Bar donà una edat «tardana» de 1230 a 1282, que fou confirmada aproximadament per l'estudi de carbó i pol·len aquest mateix any. Se sap que l'assentament de Wairau Bar és el primer lloc de colons perquè les restes humanes i objectes provenen de la Polinèsia tropical.
En contra d'aquesta evidència emergent d'assentament tardà hi havia algunes evidències aparentment contradictòries de la primera datació per radiocarboni d'ossos de rates antigues el 1996, que donaven dates inusualment primerenques, tant com l'any 10 de, i que dugueren l'autor a suggerir que les rates havien estat portades ací pels primers viatgers humans que no s'havien quedat al lloc. Alguns estudiosos veieren les primeres dates dels ossos de rata com una confirmació de la seua teoria que els humans s'havien establert a Nova Zelanda fins i tot abans del que la teoria clàssica suggeria, vivint en petits grups durant uns mil anys més o menys sense deixar objectes o restes òssies. Les recerques posteriors, però, trobaren que els resultats inicials dels ossos de rata havien estat defectuosos, provinents d'un laboratori durant un període limitat, mentre que totes les cites posteriors han trobat temps d'arribada recents tant per a rates com per a éssers humans. El 2008, no hi havia dubte que les rates havien arribat a Nova Zelanda amb els maoris no abans de l'any 1280. Això es confirmà al 2011 per una metaanàlisi de dates de tot el Pacífic que mostrà un sobtat pols de migració que feu que tota Nova Zelanda s'assentés —incloent les Illes Chatham— no abans de l'any 1290.
Mentre que la majoria d'investigadors ara usen aquesta data de finals del segle xiii, altres ho estan revisant a l'alça encara més, al voltant de l'any 1320 o més tard, basant-se en noves evidències de les corfes dels ous i de l'erupció de Kaharoa de la muntanya Tarawera (1314±6 de) perquè la seua tefra forma una capa geològica sota tots els llocs humans i de rates ben datats. Alguns investigadors conclouen ara que el pes de tota l'evidència de radiocarboni i ADN apunta al fet que Nova Zelanda s'establí ràpidament en una migració massiva en algun moment després de l'any 1300, la qual cosa suggereix que la teoria de la «gran flota» no estava tan equivocada després de tot.

### Taxes de creixement de la població
El debat sobre el creixement de la població maori té dues àrees principals d'interés: quants colons vingueren a Nova Zelanda i quina era la població quan ocorregué el contacte europeu. Les poblacions calculades no s'han allunyat massa de la primera aproximació del capità Cook de 100.000, amb algunes recerques que arriben fins a 150.000. Aquest nombre, juntament amb una baixa taxa de creixement inferida, ha portat els investigadors a requerir una gran població fundadora (> 300 persones) o una data de liquidació primerenca (600-850). Per tant, una data propera al 1300 requereix una migració massiva de la Polinèsia tropical, encara que l'ADN mitocondrial implica un nombre mitjà d'unes 70 dones.
Aquesta història es complica encara més per les lentes taxes de creixement de les Illes Sud al llarg de la prehistòria. Això es deu al fet que el kumara (moniato) era extremadament difícil de conrear a l'illa del Sud, fins i tot durant els períodes climàtics càlids. Hi ha proves que la petita edat de gel afectà Nova Zelanda i provocà una disminució de la població. L'extensió d'aquest període de fred a Nova Zelanda és desconeguda, però pot haver arribat al punt màxim a principis del segle xviii. Per 1886, certes malalties com el xarampió, la guerra i altres accidents van deixaren una població de 40.000 i 2.000 habitants a les illes Nord i Sud, respectivament.

### Transicions en la cultura maori

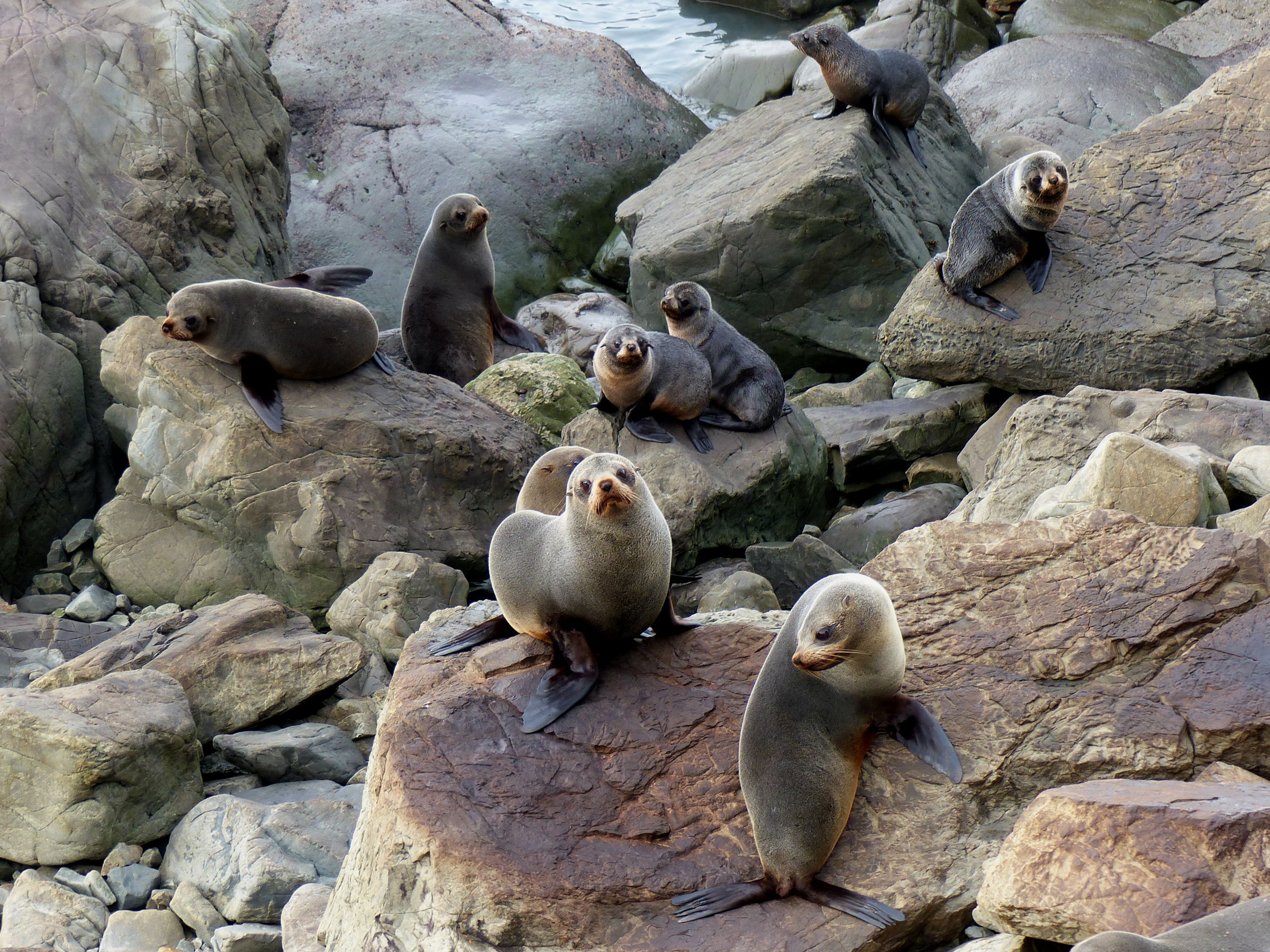
En molts assentaments els ossos marins eren una font d'aliment més important que el moa

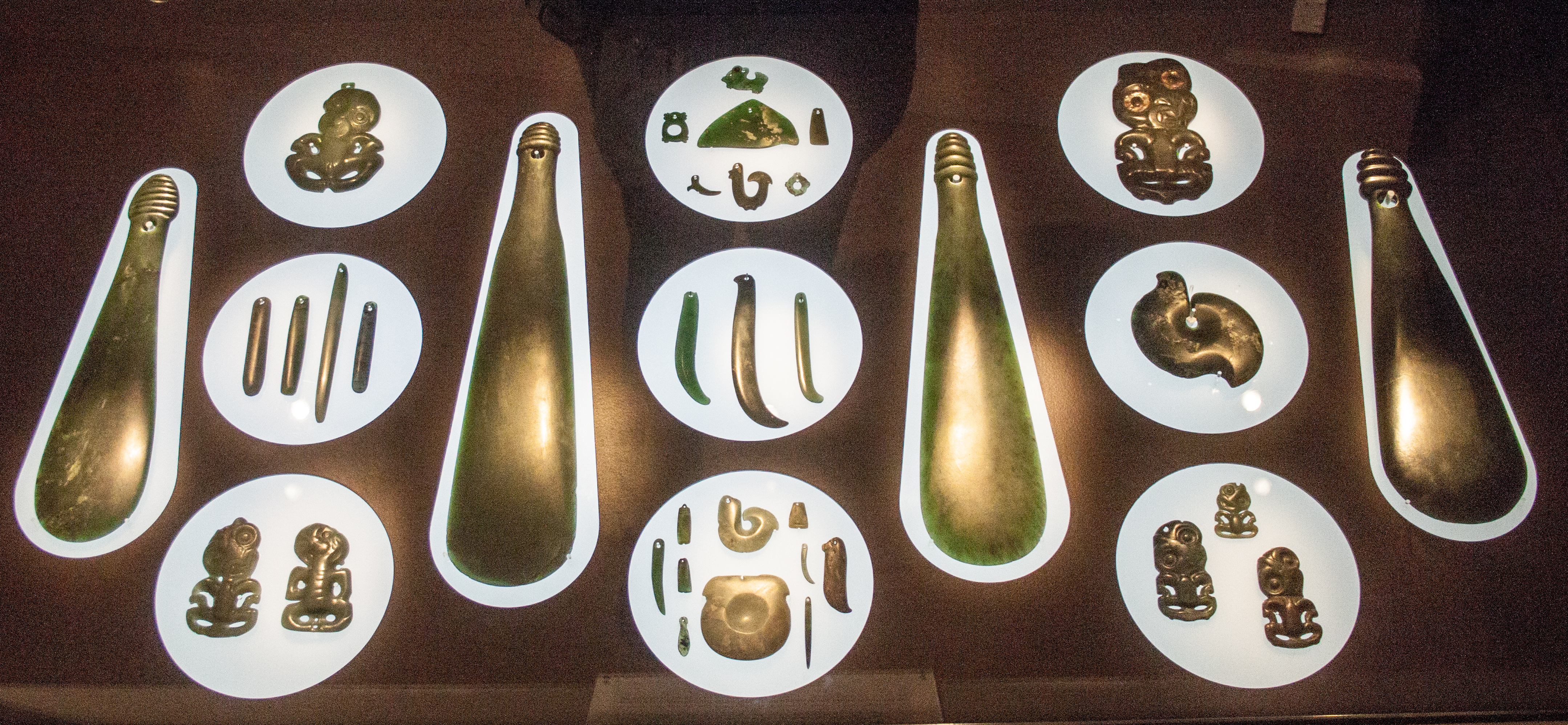
Els objectes Pounamu requereixen tècniques de treball diferents a les d'altres roques a causa de la duresa

La cultura maori s'ha anat adaptant constantment a l'entorn canviant de Nova Zelanda. Des de finals de la dècada de 1950 ençà, els termes cultura arcaica i clàssica s'ha utilitzat per a descriure les fases primerenques i tardanes dels maoris prehistòrics. Arcaic reemplaçà l'antic terme «caçador de moa», ja que la societat de caçadors-recol·lectors durà més enllà de la megafauna —com en el Mesolític d'Euràsia.
Les etiquetes arcaic i clàssic eren cronològiques intencionals i no descriptives. No oferien una definició determinant de cap de les dues cultures, sobretot en llocs com al sud de la illa Sud, on les tribus clàssiques podien migrar a zones on únicament era possible una vida arcaica. S'han proposat diversos objectes i models culturals de transició, però encara n'hi ha escassetat d'evidència per a una fase intermèdia clara. Actualment, la cultura arcaica es considera formada per caçadors-recol·lectors seminòmades amb petits horts i poblacions, mentre que la cultura clàssica posterior tenia grans horts i llogarets permanents fortificats. El kumara fins al període clàssic romangué al nord fins que la construcció de pous d'emmagatzematge i mètodes d'horticultura permeteren emmagatzemar-lo durant l'hivern més al sud. En molts llocs de Nova Zelanda, l'absència d'una fase intermèdia o la restricció de dues úniques opcions ha dut a altres interpretacions, inclosa una evolució de set cicles d'auge i caiguda. Conrear el kumara haguera estat possible a l'illa Sud en moments climàtics benignes, però molt difícil a l'illa Nord.
| Tema          | Arcaic | Transició                        | Clàssic |
| ------------- | --- | -------------------------------- | --- |
| Ambient       | Paisatge original (alguns incendis) en tota Nova Zelanda | Incendis i desforestació         | Paisatge modificat majorment a l'illa del Nord                                                                         |
| Estil de vida | Els caçadors es reunien en grans àrees de Nova Zelanda, però la migració massiva a través del país era limitada. Assentaments indefensos i poca guerra, poca esclavitud, enterrament prop dels assentaments | Canvi climàtic i econòmic        | Vida localitzada, amb migració massiva, Pa i guerra, esclavitud comuna, canibalisme, enterrament ocult lluny del poble |
| Eines         | Continuació conservadora de la cultura polinèsia més antiga | Adaptació al nou entorn          | Talla de pounamu (jade)                                                                                                |
| Cases         | Estacional | Segons la caça i les extincions  | Permanent |
| Aliments      | Caça major i petits horts | Modificació de la producció      | Caça menor i grans horts                                                                                               |
| Política      | Grups petits | Augment de la complexitat social | Grups grans (iwi) |

### Comunicació i migració

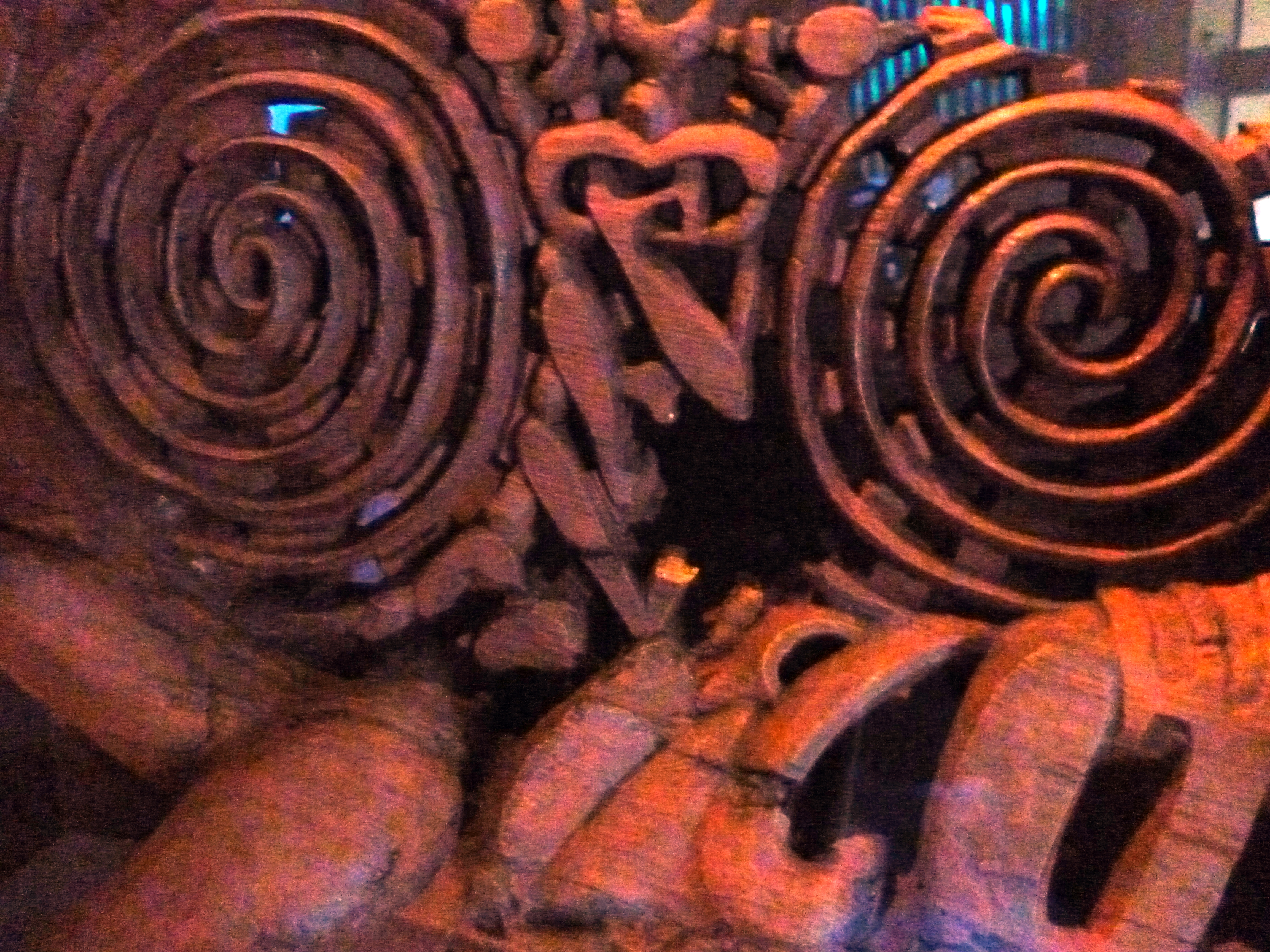
Fragment de waka (canoa) recuperat de la plana del riu Taieri

Com els primers colons de Nova Zelanda hi arribaren en gran nombre amb subministraments per plantar tipus de cultius es creu que seria una migració planificada a un lloc conegut. En el registre arqueològic, però, no hi ha proves de continuïtat de comunicació entre Nova Zelanda i la Polinèsia tropical. Els maoris, però, mantingueren la tecnologia per a llargs viatges per mar fins a les Illes Chatham al s. XVI. Tampoc hi ha proves que els porcs i pollastres domèstics del Pacífic arribaren a Nova Zelanda, i es pot inferir que ho haurien fet si s'hagueren construït xarxes comercials. Si això fos cert, Nova Zelanda és l'únic arxipèlag polinesi que no es comunicà amb els altres.
Es pensa que la migració a Nova Zelandia continuà durant tot el període arcaic a partir de fonts no arqueològiques. L'idioma maori ha canviat poc en els 700 anys des que se separà de l'idioma rarotongà.

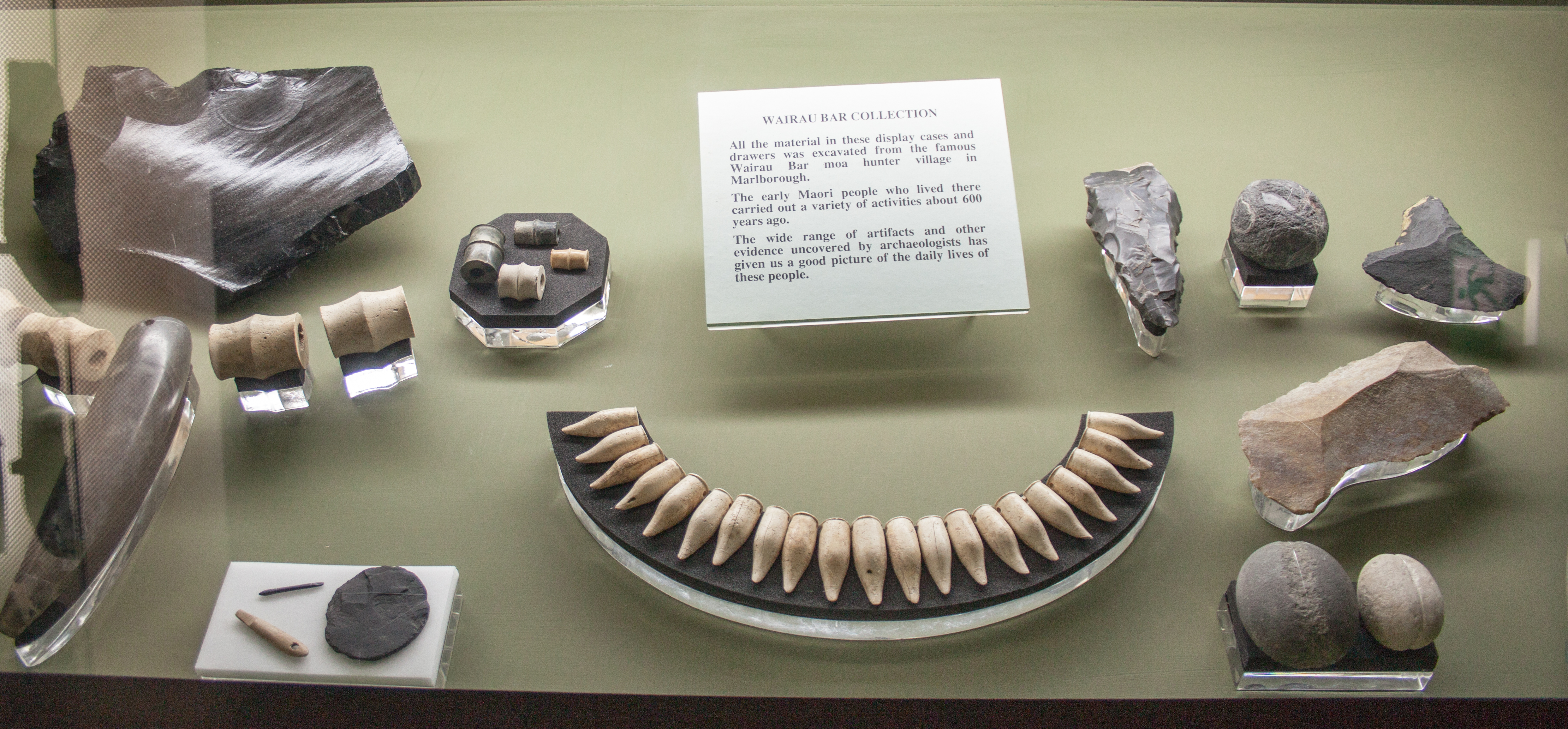
Objectes de Wairau Bar: obsidiana (a dalt a l'esquerra) de la zona volcànica de Taupo (període arcaic maori)

Els primers jaciments arqueològics de Nova Zelanda tenen objectes de la Polinèsia tropical. També hi ha proves que l'obsidiana es comercialitzà en tota Nova Zelanda des de poc després de la seua arribada. Només, però, al s. XVI es comercialitzaria el pounamu (jade) al voltant de Nova Zelanda, amb una xarxa de subministrament diferent a la de l'obsidiana. Els terratrèmols provocaren canvis en els patrons de vida i en el moviment de les persones.

### Gestió de recursos en un nou entorn
La capacitat dels maoris prehistòrics per gestionar recursos i preveure col·lapses ecològics ha estat font de molt de debat. Els incendis naturals eren poc freqüents a Nova Zelanda, però gran part del país estava cobert de boscos secs: els primers maoris no protegien les àrees propenses als incendis i no hi ha evidència de crema sistemàtica de les menys propenses. Moltes espècies de Nova Zelanda començaren a declinar després de l'assentament polinesi. L'extinció de la megafauna (moa) sembla haver ocorregut ràpidament, en 100 anys. Els primers pobladors arribaren a Nova Zelanda des de la Polinèsia tropical i s'adaptaren a un ambient temperat, preservant moltes de les seues antigues pràctiques. Un cert ús conservador dels mètodes polinesis tropicals perdurà fins a ben entrat el període arcaic.

## Arqueologia històrica
L'arqueologia històrica a Nova Zelanda començà tard i cresqué lentament: fou en la dècada de 1960 quan les estructures europees s'excavaren sistemàticament, i s'ha utilitzat per resoldre algunes qüestions històriques, com la dels presoners polítics maori de Taranaki a la presó de Dunedin, que treballaren a Pounamu a finals del s. XIX. També hi ha interés en l'estudi dels jaciments maoris posteriors al contacte.

## Història de l'arqueologia
L'arqueologia primitiva a Nova Zelanda la desenvoluparen antropòlegs i col·leccionistes privats d'objectes maoris. Destruïren molts jaciments per recerques mal documentades. La recerca sistemàtica, la feren per primera vegada els museus de les principals ciutats, seguida pels departaments d'antropologia de les universitats d'Auckland i Otago. El 1955 es fundà l'Associació Arqueològica de Nova Zelanda.
Durant aquest temps a Nova Zelanda l'estudi de la tradició oral maori tingué més influència que les tècniques arqueològiques. L'arribada de la "gran flota" a Nova Zelanda es deduí el 1350 únicament a partir de l'evidència tradicional —semblant als càlculs moderns de la datació per carboni.
Al segle xxi s'utilitzaven dades Landsat d'alta resolució per a interpretar els jaciments arqueològics, tot i que hi havia dubtes sobre l'eficàcia d'algunes eines modernes. L'arqueologia de Nova Zelanda es publica en el Journal of Pacific Archaeology, el Journal of the Polynesian Society i en altres revistes internacionals.

## Llista de jaciments arqueològics prehistòrics notables
Els jaciments arqueològics excepcionals s'inclouen en el registre nacional —administrat per Heritage New Zealand — en cinc grups: llocs històrics (categoria 1 i 2), àrees històriques, Wāhi Tūpuna (llocs pràctics), Wāhi Tapu (llocs espirituals) i àrees de Wahi Tapu. Nova Zelanda té molts llocs prehistòrics, molts dels quals estan documentats per l'Historic Places Trust. Només una petita part se n'ha publicat en informes arqueològics detallats. Per exemple, a l'illa del Sud hi ha 550 llocs d'art rupestre i 107 a l'illa del Nord i 6.956 Pâ en tota Nova Zelanda. Els tipus de característiques en l'arqueologia preeuropea de Nova Zelanda són pā, fossats de magatzematge, jardins —fileres de pedres i bancs—, pisos de cases, terrasses, trinxeres, umu (forns de terra), femers, pedreres, art rupestre i canvis en la flora local.
| Data                 | Període  | Nom del lloc                 | Tipus            | Regió               | Recerca                                                                                              | Imatge | Coordinades                                              |
| -------------------- | -------- | ---------------------------- | ---------------- | ------------------- | --- | ------ | -------------------------------------------------------- |
| c. 1750              | Clàssic  | Península d'Huriawa Karitane | Pā               | Otago               | Et Pā a et Wera, reserva, i jaciments arqueològics.                                                  |        | 45° 38′ 26″ S, 170° 39′ 59″ E / 45.640617°S,170.666309°E |
|                      |          | Art rupeste Kaingaroa        | Art rupestre     | Taupo               | |        | 38° 27′ S, 176° 43′ E / 38.45°S,176.71°E                 |
|                      | Tots dos | Motutapu                     | Pā i assentament | Auckland            | Transició d'arcaic a clàssic amb una capa de cendra ben datada de Rangitoto (esquerra en la imatge). |        | 36° 46′ 07″ S, 176° 42′ 28″ E / 36.768654°S,176.707640°E |
|                      | Tots dos | Opihi rock art               | Art rupestre     | Sud Canterbury      | Núm. de llista 9784 Historic Places Trust.                                                           |        | 44° 11′ 50″ S, 171° 01′ 09″ E / 44.197327°S,171.019271°E |
| c.1206 (des de 1974) | Arcaic   | Papatowai                    | Assentament      | Otago               | Important lloc primari per a l'estudi de l'arqueologia polinèsia.                                    |        | 46° 33′ 43″ S, 169° 28′ 34″ E / 46.562°S,169.476°E       |
|                      |          | Rangikapiti                  | Pā               | Regió septentrional | Contacte preeuropeu: poble fortificat                                                                |        | 34° 59′ 06″ S, 173° 31′ 32″ E / 34.984874°S,173.525565°E |
| 1300                 | Arcaic   | Desembocadura del riu Shag   | Assentament      | Otago               | Estacionalitat de pesca                                                                              |        | 45° 28′ 54″ S, 170° 48′ 57″ E / 45.481573°S,170.815767°E |
|                      | Clàssic  | Et Kora                      | Pā               | Taranaki            | Gran complex de Pā, lloc dels primers treballs d'Elsdon Best.                                        |        | 39° 07′ 59″ S, 173° 59′ 19″ E / 39.132972°S,173.988664°E |
| 1288–1300            | Arcaic   | Bar Wairau                   | Assentament      | Marlborough         | L'assentament arcaic més estudiat.                                                                   |        | 41° 30′ 30″ S, 174° 03′ 53″ E / 41.508458°S,174.064800°E |